# عمر (مسلسل)
عمر هو مسلسل سيرة ذاتية درامي تاريخي عُرض سنة 2012، من إنتاج مجموعة إم بي سي وتلفزيون قطر، وكتابة وليد سيف، وإخراج حاتم علي، ومن بطولة سامر إسماعيل، وغسان مسعود، ومهيار خضور، ومي سكاف، وبرناديت حديب، وقاسم ملحو، وفادي صبيح. يحكي المسلسل سيرة أمير المؤمنين وخليفة المسلمين الثاني الصحابي عمر بن الخطَّاب، وما دار فيها من أحداث ومعارك، وما أرسى من عدل ونظام في الدولة، وما اشتَهَر به من صفات الجرأة والقوَّة في الحق منذ أن كان شابًّا حتى توفي.
في أول ظهور له على الشاشة، جسَّد الممثل سامر إسماعيل شخصية عمر، وأُوكلَ أداء صوته إلى الفنان أسعد خليفة بطريقة التلسين (الدبلجة). ولضمان الدقة التاريخية والشرعية في النصِّ الدرامي، أشرفت لجنة علمية متخصِّصة على مراجعة الأحداث والوقائع، تألفت من نخبة من علماء الشريعة والسيرة والتاريخ، هم يوسف القرضاوي، وأكرم ضياء العمري، وسلمان العودة، وعبد الوهَّاب الطريري، وعلي الصلَّابي، وسعد بن مطر العتيبي.
وتُرجم المسلسل إلى عدَّة لغات (بالدبلجة أو الترجمة المرافقة كتابة)، ليُعرض في بلدان متعدِّدة في أرجاء العالم. أمَّا مواقع التصوير فتنقلت بين عدَّة دول، وكان للمغرب النصيب الأكبر من المشاهد، حيث صُوِّرت أبرز اللقطات في مدن مثل مراكش، وطنجة، والدار البيضاء، والجديدة، والمحمدية.
استغرق تصوير المسلسل أكثر من 300 يوم بين سنتي 2010 و2011. وبلغ عدد أعضاء فريق العمل المشاركين فيه 30 ألفًا، بين ممثلين وفنيين وتقنيين ومساعدين. وأثار المسلسل جدلًا كبيرًا بين مؤيد ورافض لتجسيد شخصيات الخلفاء الراشدين وكبار الصحابة في الدراما. وحقَّق المسلسل أعلى نسبة مشاهدة في شهر رمضان 1433هـ وبعده، وحظي بمتابعة كبيرة من ملايين المشاهدين في أنحاء العالم، ولا سيَّما العالم العربي.

## قصة المسلسل
في أواخر عام 23 هجرية، يعود عمر بن الخطاب من مكة إلى المدينة المنورة بعد أداء فريضة الحج، وفي طريقه جلس يتأمَّل حياته السابقة قبل الإسلام. تذكر شبابه حين كان يرعى الإبل لأبيه، ويشارك في الرحلات التجارية إلى الشام، ويبرز في مجتمعه كمصارع قوي وسفير لقريش في المواقف الصعبة. في تلك الفترة، كانت مكة تعيش في ظل الجاهلية، والناس يعبدون الأصنام، وتنتشر العادات القبلية والظلم الاجتماعي.
مع بعثة النبي محمد ﷺ، بدأت الدعوة للإسلام سرًا بين المقربين. واجهت قريش هذه الدعوة بالرفض، وبدأ بعض سادتها مثل أبو سفيان يظهرون العداء، بينما دعا آخرون مثل عتبة بن ربيعة إلى التريث. وحين أعلن النبي دعوته جهارًا، اجتمع وجهاء مكة، وكان عمر من بينهم، ليتخذوا قرارًا حاسمًا بشأن محمد ودعوته.
تصاعدت المواجهة، وبدأت قريش في تعذيب من أسلم، فتعرض بلال بن رباح للعذاب الشديد من قبل أمية بن خلف، وقُتلت سمية بنت خباط على يد أبو جهل، واضطر عمار بن ياسر إلى قول ما لا يؤمن به لينجو بنفسه. شارك عمر حينها في إيذاء من أسلم، لكنه كان يلاحظ ثباتهم وإصرارهم، مما أثار تساؤلاته. في لحظة حاسمة، قرر عمر قتل النبي، لكنه في طريقه مرّ على بيت أخته فاطمة، فسمع آيات من القرآن تتلى، وتأثر بها بشدة. ذهب إلى النبي في دار الأرقم وأعلن إسلامه. هذا الحدث أحدث تحولًا في موقف المسلمين، فبدأوا بإظهار دينهم بثقة أكبر، وشكّل إسلام عمر نقطة قوة في صفوفهم، فشارك عمر في نصرة الدعوة، وكان من أبرز رجالات الدولة في عهد النبي ثم في خلافة أبو بكر الصديق، حتى جاء دوره ليتولى الخلافة بعد وفاة الصديق، في مرحلة مفصلية من تاريخ المسلمين.
ما إن تسلم عمر الخلافة حتى شرع في تنظيم الدولة وتثبيت أركانها، وبدأ بإرسال الجيوش إلى العراق والشام لمواجهة الفرس والروم. تحققت انتصارات كبرى في معارك مثل اليرموك والقادسية، وفتحت المدائن ودمشق والقدس، وأصبحت الدولة الإسلامية قوة يحسب لها حساب. أدار عمر هذه الفتوحات بحكمة، وحرص على مصلحة الأمة، فعزل خالد بن الوليد رغم حب الناس له، تأكيدًا لمبدأ أن النصر من عند الله لا من الأشخاص.
أسس عمر بن الخطاب نظمًا إدارية متقدمة للدولة، فأنشأ الدواوين، ونظم بيت المال، واعتمد التقويم الهجري، ووضع نظامًا دقيقًا للقضاء والولاية. راقب الولاة وأخضعهم للمساءلة، وأمر ألا تُرفع له الشكاوى قبل أن تُعرض على القاضي. كان عادلاً صارمًا، لا يجامل في الحق، ولا يرضى بالظلم، وحرص على إرساء مبدأ المساواة بين الرعية، عربيهم وعجميهم، غنيهم وفقيرهم.
في عام الرمادة، حين عمّ الجفاف والجدب، ضرب عمر مثالًا نادرًا في المسؤولية، فامتنع عن ألوان الطعام، وأبقى على نفسه ما يأكله الفقراء. كان يتفقد الناس ليلًا، ويحمل الطعام بنفسه للأرامل والمحتاجين. لم يكتف بوضع الأنظمة، بل كان يراقب تنفيذها على الأرض، ويعيش بين الناس لا فوقهم.
وفي أواخر حياته، طُعن عمر أثناء صلاة الفجر بخنجر مسموم على يد أبو لؤلؤة المجوسي. بقي أيامًا يصارع الألم، وأوصى قبل وفاته بتشكيل مجلس من ستة من كبار الصحابة لاختيار الخليفة من بعده. توفي عمر وهو مطمئن إلى أن الدولة التي أسسها على العدل والانضباط أصبحت قادرة على الاستمرار. دُفن إلى جوار النبي وأبو بكر، وترك خلفه سيرة لا تزال مضربًا للمثل في الحكم والعدل والمسؤولية.

## فريق العمل

### الممثلون
- غسان مسعود في دور أبو بكر الصديق.
- سامر إسماعيل في دور عمر بن الخطاب.
- مهيار خضور في دور خالد بن الوليد.
- مي سكاف في دور هند بنت عتبة.
- برناديت حديب في دور ريحانة.
- قاسم ملحو في دور عمرو بن العاص.
- فادي صبيح في دور صفوان بن أمية.
- محمد حداقي في دور عمير بن وهب.
- نادرة عمران في دور سجاح بنت الحارث.[5]
- خالد القيش في دور عياش بن أبي ربيعة.
- هشام بهلول في دور عكرمة بن أبي جهل.[6]
- عبد السلام بو حسيني في دور عبد الله بن سهيل.[6]
- مجد فضة في دور أبو جندل بن سهيل.
- غانم زرلي في دور علي بن أبي طالب.
- جابر الجوخدار في دور عبد الله بن مسعود.
- غزوان الصفدي في دور الوليد بن الوليد.
- محمود نصر في دور زيد بن الخطاب.
- عامر علي في دور يزدجرد الثالث.
- فيصل العميري في دور بلال بن رباح.
- زياد التواتي في دور وحشي بن حرب.
- بهاء ثروت في دور أبو حذيفة بن عتبة.
- ألفت عمر[7] في دور عاتكة بنت زيد
- رافي وهبي في دور جعفر بن أبي طالب.
- علاء رشيد في دور عمار بن ياسر.
- سهام أسيف في دور زوجة مالك بن نويرة.
- تامر العربيد في دور عثمان بن عفان.
- شمم محمد في دور العباس بن عبد المطلب.
- مرام بن عزيزة في دور زوجة يزدجرد الثالث (ماريا).

### بالاشتراك مع
| - فتحي الهداوي في دور أبو سفيان. - نجاح سفكوني في دور سهيل بن عمرو. - جواد الشكرجي في دور أبو جهل. - غازي حسين في دور أمية بن خلف. - حسن الجندي في دور عتبة بن ربيعة. - عبد الكريم القواسمي في دور الوليد بن المغيرة. - أحمد منصور في دور عبد الرحمن بن عوف. | - محمود خليلي في دور أبو عبيدة بن الجراح. - فايز أبو دان في دور أبو لهب. - سهيل جباعي في دور سعد بن أبي وقاص. - رامي خلف في دور سعيد بن زيد. - يوسف المقبل في دور عيينة بن حصن. - غسان عزب في دور حيي بن أخطب. - رياض وردياني في دور عبد الله بن أبي بن سلول. - ناصر وردياني في دور الخطاب بن نفيل. |

### ضيوف الحلقات
| - منى واصف في دور الشفاء بنت عبد الله. - سوزان نجم الدين في دور بوراندخت. - عبد العزيز مخيون في دور أبو طالب. - محمد مفتاح في دور حمزة بن عبد المطلب. - جولييت عواد في دور الخنساء. - رفيق السبيعي في دور ورقة بن نوفل. - حسن عويتي في دور والد فتاة زانية. - عبد الحكيم قطيفان في دور مالك بن نويرة. - نجوى علوان في دور بائعة اللبن الغاشة. - جهاد عبدو في دور مراسل الروم. - مهند قطيش في دور المثنى بن حارثة الشيباني. - محمد آل رشي في دور أبو لؤلؤة المجوسي. - حسام الشاه في دور تاجر غساني من الشام. | - فاتن شاهين في دور أم جميل. - رامز عطا الله في دور الفيرزان - ممدوح الأطرش في دور عمرو بن سالم الخزاعي. - رنا جمول في دور المرأة المغيبة. - أندريه سكاف في دور سراقة بن مالك المدلجي. - محمد قريع في دور هرقل قيصر الروم. - إياد أبو الشامات في دور الهرمزان. - فاطمة سعد في دور سمية بنت خياط. - ياسر عبد اللطيف في دور أصحمة النجاشي. - زهير حسن في دور نعيم بن عبدالله - جلال الطويل في دور سلمان الفارسي. - قمر مرتضى في دور العجوز النصرانية. - نصر شما في دور أبو قحافة. |

### تمثيل
| - حازم زيدان في دور سلمة بن هشام - يزن السيد في دور القعقاع بن عمرو - مرشد ضرغام في دور المغيرة بن شعبة - بسام دكاك في دورالوليد بن عتبة - إيمان الجابر في دور أخت عمر فاطمة بنت الخطاب - حسام شحادات في دور أبو قتادة الأنصاري - ركين سعد في دور أسماء بنت أبي بكر - جمال منير في دوررستم - موسى فرح في دورعبد الله بن عمر - علي رمضان في دور أسلم مولى عمر - أيمن يحيي في دور خباب بن الأرت - جهينة نعيم في دور صديقة سجاح - سليم شريفي في دور القديس صفرونيوس - أمن العرند في دورسالم مولى أبي حذيفة - ياسين بن قمرة في دور جابان - فدوى محسن في دور والدة أبي بكر - عبد الله شيخ خميس في دور ياسر بن عامر - حنان الجابر في دور سهلة بنت سهيل - طارق سلامة في رافع بن عميرة - أريج خضور في فاطمة بنت الخطاب - قتيبة غانم في دور بهمن جاذويه - نهاد شيخ إبراهيم في دور طلحة بن عبيد الله - فادي الصباغ في دور أنس بن مالك - سناء سواح في دور امرأة من يثرب - راندي الحلبي في دور يزيد بن ابي سفيان - الطيب الوسلاتي في دور زيد بن عمرو - عبد اللطيف شوقي في دور سعد بن معاذ - كمال علاوي في دور الأسقف سرجون بن منصور - محمد المتمسك - دينا خانكان في دور خولة بنت ثعلبة - ليزا ميخائيل في دور أمامة بنت التؤم - مصطفي تاه تاه في دور مخيريق - أمال بوسنة - محمد خلفاوي في دور ثيودور ثريثوريوس - مروان كمال في دور أبو بصير - غفران خضور في دور زينب بنت سفيان - رفعت طلاس - جمال العبابسي في دور مسيلمة الكذاب - نجاة أزلاغ - زبيدة عاكف في دور أم عمارة - هشام المنصور في دور قائد الروم في الشام - ربيع بن حجيل | - نرجس الحلاق في دور مولاة عبدالله بن جدعان - محمد المتوكل في دور عروة بن مسعود - محمد عاطفي في دور زهير بن أبي أمية - سمية عبد القادر - عبد الرحيم الصمدي في دور أبو الدرداء - عبد الجبار زكيرب - نور الدين الطويل - يحيي الفاندي في دور ذكوان بن عبد قيس - حميد نيدر في دور طليحة الأسدي - عزيز النحيلي في دور رجل من عدي - جيهان بن عبيد - أنس العقيل - مصطفى هواري في دور سعد بن عبادة - فريد بن عكي - محمد أولاد في دور رجل من خزاعة - محمد الجندي في دور أبو عبيد الثقفي - فاطمة بصور في دور خالة عمر بن الخطاب - مريم أجدو في دور أم عامر - ماريا الشياظمي في دور خولة بنت الأزور - هشام أشهاب - عبد الرحمن الكرين - مريم باكوش في دور زوجة سعد بن أبي وقاص - أحمد لهليل في دور الضرير اليهودي - صباح عبد الصديق - سعيد ظريف في دور مصعب بن عمير - جواد العلمي في دور عمرو بن عبد ود - حمدان الحبيب - سهيل حداد في دور جبير بن مطعم - فاطمة سعد في دور سمية بنت خباط - جمال الوراق - عبد النبي البنيوي في دور كعب بن أسد - أمين الناجي في دور أبو أمامة الباهلي - محمد بن ميمون - سعد فخري - رشدي بديد - عبد القادر عيزون في دور نعيم بن مسعود - أمين غوادة في دور محمد بن عمرو بن العاص - أحمد الرداني في دور أبو هريرة - الخالدي رشيد - يوسف بيدليم - ورفعنا أبراهيم - عمر عزوزي في دور العاص بن وائل - يزن خليل في دور أبو موسى الأشعري - كرم شعراني في دور رجل من الشام - مظهر جروج في دور الرجل القبطي - غصون الطحان في دور أم حكيم بنت الحارث - فؤاد سرايجي في بلال بن الحارث - ياسر بارودي في دور عدي بن حاتم الطائي - فاروق الشامي في دور رجل من يثرب |

### إضافة إلى
- تلاوة الآيات الكريمة: عبد الرحمن آل رشي.

ممثلو التلسين
| - أسعد خليفة: صوت عمر بن الخطاب - رانيا الأسعد - باسل الرفاعي - سامر الجندي - شهناز سليم | - مروان أبو شاهين: صوت حمزة بن عبد المطلب - لمى هاشم - نضال جوهر - خلدون قاروط - أسامة جنيد |

## قائمة الحلقات
| 01 | «جانب من حياة عمر بن الخطاب في شبابه، نزول الوحي على النبي مُحمد»                                               | 20 يوليو 2012 |
| 02 | «بدايات الإسلام»                                                                                               | 21 يوليو 2012 |
| 03 | «ردود أفعال سادة قُريش بعد جهر النبي مُحمد بالدعوة»                                                              | 22 يوليو 2012 |
| 04 | «إعتاق أبي حذيفة لعبده سالم»                                                                                   | 23 يوليو 2012 |
| 05 | «تعذيب سادة قريش كُل من دخل في الإسلام، مُحاولة أبي بكر الصديق شراء العبيد المُسلمين بغية إعتاقهم من التعذيب»     | 24 يوليو 2012 |
| 06 | «دخول بلال بن رباح إلى الإسلام، قتل أبو جهل للصحابية سمية بنت خياط»                                            | 25 يوليو 2012 |
| 07 | «الهجرة إلى الحبشة»                                                                                            | 26 يوليو 2012 |
| 08 | «إعلان عمر بن الخطاب دخوله إلى الإسلام»                                                                        | 27 يوليو 2012 |
| 09 | «قرار قريش مُقاطعة النبي مُحمد ومعه بنو هاشم إلى حين تخليه عن الدعوة، وفاة أبي طالب»                             | 28 يوليو 2012 |
| 10 | «الهجرة النبوية، بناء المسجد النبوي»                                                                           | 29 يوليو 2012 |
| 11 | «غزوة بدر، مقتل أبو جهل وأمية بن خلف وعتبة بن ربيعة»                                                           | 30 يوليو 2012 |
| 12 | «أسرى غزوة بدر، تحضيرات قُريش لقتال المُسلمين في غزوة أحد»                                                       | 31 يوليو 2012 |
| 13 | «غزوة أحد، استشهاد حمزة بن عبد المطلب، حفر المُسلمين لخندق حول المدينة»                                         | 1 أغسطس 2012  |
| 14 | «غزوة الخندق، مقتل عمرو بن عبد ود، غزوة بني قريظة، صلح الحديبية»                                               | 2 أغسطس 2012  |
| 15 | «رسائل النبي محمد إلى ملوك ورؤساء العالم، عمرة القضاء»                                                         | 3 أغسطس 2012  |
| 16 | «اعتناق خالد بن الوليد وعمرو بن العاص للإسلام، فتح مكة»                                                        | 4 أغسطس 2012  |
| 17 | «اعتناق أبو سفيان بن حرب وآخرون للإسلام، وفاة رسول الله مُحمد»                                                  | 5 أغسطس 2012  |
| 18 | «تولي أبي بكر الصديق للخلافة، امتناع بعض قبائل العرب عن أداء الزكاة»                                           | 6 أغسطس 2012  |
| 19 | «صعود سجاح بنت الحارث، حروب الردة»                                                                             | 7 أغسطس 2012  |
| 20 | «معركة اليمامة ضد مسيلمة الكذاب، وفاة أبو حذيفة بن عتبة وعبد الله بن سهيل وزيد بن الخطاب وسالم مولى أبي حذيفة» | 8 أغسطس 2012  |
| 21 | «الفتح الإسلامي لفارس»                                                                                         | 9 أغسطس 2012  |
| 22 | «وفاة أبو بكر الصديق وتولي عُمر بن الخطاب الخلافة، معركة اليرموك»                                               | 10 أغسطس 2012 |
| 23 | «معركة اليرموك ضد ثيودور تريثوريوس»                                                                            | 11 أغسطس 2012 |
| 24 | «الفتح الإسلامي للشام»                                                                                         | 12 أغسطس 2012 |
| 25 | «عدة جوانب من حياة عُمر»                                                                                        | 13 أغسطس 2012 |
| 26 | «فتح دمشق» | 14 أغسطس 2012 |
| 27 | «معركة القادسية ضد الإمبراطورية الساسانية»                                                                     | 15 أغسطس 2012 |
| 28 | «فتح القدس» | 16 أغسطس 2012 |
| 29 | «عام الرمادة»                                                                                                  | 17 أغسطس 2012 |
| 30 | «طاعون عمواس والفتح الإسلامي لمصر»                                                                             | 18 أغسطس 2012 |
| 31 | «وفاة عمر بن الخطاب وتولي عثمان بن عفان الخلافة»                                                               | 19 أغسطس 2012 |

## أنشودة المسلسل
خُتمت الحَلْقة الأخيرة بأنشودة مؤثِّرة بعنوان "سلامًا يا عمرُ الفاروق"، صاحبَها عرضٌ لمشاهدَ منتقاة تروي قصَّة المسلسل كله من أوله إلى آخره، كتب الأنشودة عجلان ثابت، ولحَّنها وأنشدها مشاري العفاسي، وتولَّى توزيعها الموسيقي حمد المانع.

## البث
عُرِض المسلسل فيما بعد على مجموعة من القنوات التلفزيونية في عدة بلدان ذات غالبية مسلمة مثل تركيا وإندونيسيا وإيران والمغرب وتونس ومصر وغيرها. إما بالدبلجة للغة الوطنية أو ترجمة كتابية أسفل الشاشة.
| البلد         | القناة                  | تاريخ البث                  |
| ------------- | ----------------------- | --------------------------- |
| العالم العربي | إم بي سي 1 وتلفزيون قطر | 20 يوليو 2012               |
| الجزائر       | التلفزيون الجزائري      | 20 يوليو 2012               |
| إندونيسيا     | إم إن سي تي في          | 20 يوليو 2012               |
| تونس          | نسمة                    | 20 يوليو 2012               |
| تركيا         | أيه تي في كانال 7       | 20 يوليو 2012؛ 7 يونيو 2016 |
| لبنان         | تلفزيون المستقبل        | 23 سبتمبر 2013              |
| إيران         | نور تي في               | سبتمبر 2013                 |
| المغرب        | ميدي 1 تيفي             | سبتمبر 2013                 |

## الاعتراضات
- وصلت الاعتراضات على المسلسل إلى المحاكم، في ظل إصرار مركز تلفزيون الشرق الأوسط ( mbc ) على عرضه، على الرغم من رفض العديد من الجهات الدينية في الدول الإسلامية المختلفة. وأفتت رابطة علماء المسلمين بحُرمة تمثيل الصحابة في المسلسلات بتوقيع 41 عضوًا بالموافقة، ودعت الرابطة إلى مقاطعة المسلسل.[14] واختُلف في تمثيل الصحابة ما بين مؤيد ومعارض وقد صدر عدد من الفتاوى بتحريم مشاهدته. فيما قال سلمان العودة: إن تمثيل الصحابة جائز، ولا يعد نوعًا من أنواع الكذب، وإن مسلسل عمر دون شخصيات سيكون هزيلًا.[15]
- ادَّعى المخرج الإيراني أحمد رضا كرشاسبي أن قصة مسلسل الفاروق عمر كتبت على أساس سيناريو فلم "أبو طالب" الذي كتبه بنفسه، مؤكدًا أنه سيلجأ إلى القضاء تبعًا للقوانين الدَّولية للطبع والنشر، وأن المخرج حاتم علي أخذ منه قبل أربعة أعوام ملخص السيناريو المكوَّن من 11 صفحة وبنى قصة مسلسله عليه، وسط تكتُّمٍ شديد، وبعيدًا عن وسائل الإعلام.[14]
- اعترضت جريدة كيهان الإيرانية على مسلسل عمر، ودعت لمقاطعة كل من تعاون في الإعداد، لما فيه من تعظيم للشخصية الرئيسة، وبدا أنه يأخذ أبعادًا أوسع للتأثير الفكري وموقف الرأي العام التابع للجمهورية الإيرانية داخلها أو في محيط أتباع مدرسة ولي الفقيه الشيعية من مضامينه، في حين قدَّمت قنوات دينية كـقناة فدك برامج وموادَّ تطعن في الصحابي عمر بن الخطَّاب وتُسقط فِقرات شخصيات المسلسل على حديثها، في منهج واضح لمقاومة أفكار المسلسل عن سيرة عمر بن الخطاب الخليفة الثاني، وثاني المبشرين بالجنة.[16]

### المؤيدون
- سلمان العودة
- يوسف القرضاوي
- عادل الكلباني
- محمد الددو
- عبد الوهاب الطريري
- علي الصلابي

### المعارضون
- صالح الفوزان.[17]
- مفتي عام المملكة السعودية[17]
- الأزهر الشريف
- عبد العزيز بن فهد بن عبد العزيز آل سعود.[18]
- محمد صالح المنجد
- عبد الله بن زايد آل نهيان.[19]
- صالح المغامسي
- محمد حسان

### النقد الفني
حقَّق المسلسل عمومًا نجاحًا كبيرًا، وحظي بالقبول لدى عامَّة المشاهدين، ولم يخلُ أيضًا من نقد لبعض جوانبه، من ذلك:
- ذكر أحد النقَّاد أن من أول أسباب ضعف العمل فنيًا هو الممثل المؤدي لدور عمر، إذ غلب على أدائه البرود وجمود ملامح وجهه وتقاسيمه، حتى مع أحداث تتطلَّب تفاعلًا إنسانيًّا طبيعيًّا لا تتغيَّر.[20]
- لم ينصبَّ (التركيز) على تقديم الشخصيات والحوادث من الناحية الفنية، بل انصبَّ على الاهتمام بالتاريخ. حتى إن هذا التاريخ لم يكن (مركِّزًا) على عمر بن الخطاب الذي كان أولَ من دوَّن الدواوين، وأقام العدل بين الناس، وراقب الولاة وساءلهم وحاكمهم، وسيَّر الجيوش لفتح البلدان.[21]
- عدم التوافق بين الشخصيات الحقيقية والشخصيات التي ظهر عليها الممثلون الذين أدَّوا أدوارها، مثل شخصية الصحابي أبي هريرة الدَّوسي التي شكَّكَت بمصداقيته، وكذلك تصوير الصحابي سُراقة بن مالك الكِناني أشبهَ بمهرِّج، وتصوير الصحابي علي بن أبي طالب الهاشمي بمظهر الصامت المشكِّك على الرغم ممَّا عُرف عنه من الشجاعة والصدق في القول.[22]
- غاب عن المسلسل الدور التاريخي لقبائل العرب المحالفة لقريش في غزوة أحد، ومنهم الأحابيش من كِنانة، ودور القبائل العربية في غزوة الخندق والطائف، فاقتصر العمل تقريبًا على قبيلة قريش وقبيلة غطفان، وغابت عنه قبائلُ كان لها حضور في السيرة التاريخية لهذه الأحداث، كقبيلة سُلَيم وقبيلة كِنانة وقبيلة بني أسد وقبيلة هوازن وغيرها من القبائل العربية التي بُني عليها المجتمع العربي للجزيرة العربية في ذلك الوقت.[23][24]
- عِيبَ على المسلسل ظهورُ إشارات على اللهجة السورية والمغربية التي أخرجت المشاهد عن جوِّ العمل والنصِّ والحِقْبة التاريخية له.[22]

## وصلات خارجية
- عمر على موقع IMDb (الإنجليزية)
- عمر على موقع قاعدة بيانات الأفلام العربية
- عمر على موقع كينوبويسك (الروسية)
- عمر على موقع قاعدة بيانات الفيلم (الإنجليزية)